# Resolució 753 del Consell de Seguretat de les Nacions Unides
La Resolució 753 del Consell de Seguretat de les Nacions Unides, aprovada el 18 de maig de 1992 després d'examinar l'aplicació de Croàcia per a ser membre de les Nacions Unides, el Consell va recomanar a l'Assemblea general que Croàcia fos admesa. La recomanació es va produir enmig de la Dissolució de Iugoslàvia.